# De Klei
De Klei is een buurtschap in de gemeente Noordwijk in de Nederlandse provincie Zuid-Holland. Het ligt een paar honderd meter ten zuiden van Noordwijk-Binnen.
Kernen: Noordwijk aan Zee · Noordwijk-Binnen · Noordwijkerhout · De Zilk

Buurtschappen: De Klei · Ruigenhoek

Zuid-Holland: Steden en dorpen      Nederland: Provincies · Gemeenten